# Angophora floribunda
Angophora floribunda là một loài thực vật có hoa trong Họ Đào kim nương. Loài này được (Sm.) Sweet mô tả khoa học đầu tiên năm 1830.